# Ciberteatro
O termo "Ciberteatro" é aplicado em experiências teatrais performativas que assentam na interacção entre a representação ao vivo em palco e a hipermédia, com aplicação de procedimentos textuais ligados à ciberliteratura.
Ele resulta assim de um cruzamento entre a ciberliteratura e a teatralidade. A este respeito poderá consultar-se o portal do Núcleo de Pesquisas em Ciberteatro .
Eunice Duarte em Metamorfoses da mimesis: a dramaturgia na era tecnológica, distingue conceitos e analisa experiências que se cruzam neste domínio, nomeadamente os de ciberdrama e hiperdrama.
Enquanto género dramático ainda inteiramente experimental, o ciberteatro visa propiciar a confluência ou convivência de todos os novos discursos estéticos tecnológicos (ciberliteratura, texto electrónico, ciberdrama, performance, hipertexto, hipermédia, etc.) em conjugação e interactividade em tempo real com a representação em palco ao vivo.
Algumas instalações aproximam-se desta modalidade, embora sem a narratividade ou a dramaticidade que o Teatro, enquanto tal, implica. O ciberteatro associa a ciberdramaturgia à interacção com o palco.